# Nanocochlea monticola
Nanocochlea monticola é uma espécie de gastrópode  da família Hydrobiidae.
É endémica da Austrália.